# France-Italie en rugby à XV
Cet article retrace les confrontations entre l'équipe de France et l'équipe d'Italie en rugby à XV. Les deux équipes se sont affrontées à 50 reprises, dont deux fois en Coupe du monde, le 19 septembre 2015 à Twickenham et le 6 octobre 2023 au Parc Olympique lyonnais. Les Français ont remporté 46 rencontres contre 3 pour les Italiens, ainsi qu'un match nul.
Depuis 2007, le Trophée Giuseppe-Garibaldi vient récompenser le vainqueur du match entre ces deux équipes dans le cadre du Tournoi des Six Nations.

## Historique
Le 1er match (non officiel,[source insuffisante]) a lieu le 22 avril 1935 au Stade Flaminio de Rome. Il est alors arbitré par Léopold Mailhan. Le second, officiel celui-ci, est disputé le 17 octobre 1937 au Parc des Princes, dans le cadre du Tournoi européen de 1937. La première victoire italienne a lieu lors de la finale du Trophée européen FIRA disputé le 22 mars 1997 au Stade Lesdiguières à Grenoble : l'Italie remporte la compétition en battant la France en finale sur le score de 40 à 32,. Le 12 mars 2011, l'Italie remporte son premier match face à la France dans le Tournoi des Six Nations.
Le Trophée Giuseppe-Garibaldi récompensant depuis 2007 le vainqueur du match du Tournoi marque d'ailleurs une période (2007-2019) où les deux équipes évoluent souvent à un niveau proche, la France se faisant par exemple nettement dépasser en 2013, mais étant aussi dominée dans certaines de ses victoires, comme en 2019.
Pour la première rencontre entre les deux meilleurs pays latins européens, en Coupe du monde, la France s'impose face à l'Italie 32 à 10, lors de l'édition 2015, à Londres, au stade de Twickenham.

## Confrontations
Les matchs entre la France et l’Italie ont eu lieu dans vingt-trois stades différents dont deux dans des pays tiers, Argentine et Angleterre.
| No | Date              | Lieu                                              | Match           | Score   | Compétition                           |
| -- | ----------------- | ------------------------------------------------- | --------------- | ------- | ------------------------------------- |
| 1  | 17 octobre 1937   | Parc des Princes, Paris, France                   | France – Italie | 43 – 5  | Tournoi européen                      |
| 2  | 17 mai 1952       | Arena Milan, Milan, Italie                        | Italie – France | 8 – 17  | Test match                            |
| 3  | 26 avril 1953     | Stade municipal, Lyon, France                     | France – Italie | 22 – 8  | Test match                            |
| 4  | 24 avril 1954     | Stade olympique, Rome, Italie                     | Italie – France | 12 – 39 | Test match                            |
| 5  | 10 avril 1955     | Stade Lesdiguières, Grenoble, France              | France – Italie | 24 – 0  | Test match                            |
| 6  | 2 avril 1956      | Padoue, Italie                                    | Italie – France | 3 – 16  | Test match                            |
| 7  | 21 avril 1957     | Agen, France                                      | France – Italie | 38 – 6  | Test match                            |
| 8  | 7 avril 1958      | Naples, Italie                                    | Italie – France | 3 – 11  | Test match                            |
| 9  | 29 mars 1959      | Nantes, France                                    | France – Italie | 22 – 0  | Test match                            |
| 10 | 17 avril 1960     | Trévise, Italie                                   | Italie – France | 0 – 26  | Test match                            |
| 11 | 2 avril 1961      | Chambéry, France                                  | France – Italie | 17 – 0  | Test match                            |
| 12 | 22 avril 1962     | Brescia, Italie                                   | Italie – France | 3 – 6   | Test match                            |
| 13 | 14 avril 1963     | Stade Lesdiguières, Grenoble, France              | France – Italie | 14 – 12 | Test match                            |
| 14 | 29 mars 1964      | Stadio Comunale, Parme, Italie                    | Italie – France | 3 – 12  | Test match                            |
| 15 | 18 avril 1965     | Stade de la Croix du Prince, Pau, France          | France – Italie | 21 – 0  | Test match                            |
| 16 | 9 avril 1966      | Naples, Italie                                    | Italie – France | 0 – 21  | Test match                            |
| 17 | 26 mars 1967      | Toulon, France                                    | France – Italie | 60 – 13 | Test match                            |
| 18 | 14 octobre 1995   | Buenos Aires, Argentine                           | France – Italie | 34 – 22 | Coupe Latine                          |
| 19 | 22 mars 1997      | Stade Lesdiguières, Grenoble, France              | France – Italie | 32 – 40 | Trophée européen                      |
| 20 | 18 octobre 1997   | Stade Jacques-Fouroux, Auch, France               | France – Italie | 30 – 19 | Coupe Latine                          |
| 21 | 1er avril 2000    | Stade de France, Saint-Denis, France              | France – Italie | 42 – 31 | Tournoi des Six Nations               |
| 22 | 3 mars 2001       | Stadio Flaminio, Rome, Italie                     | Italie – France | 19 – 30 | Tournoi des Six Nations               |
| 23 | 2 février 2002    | Stade de France, Saint-Denis, France              | France – Italie | 33 – 12 | Tournoi des Six Nations               |
| 24 | 23 mars 2003      | Stadio Flaminio, Rome, Italie                     | Italie – France | 27 – 53 | Tournoi des Six Nations               |
| 25 | 21 février 2004   | Stade de France, Saint-Denis, France              | France – Italie | 25 – 0  | Tournoi des Six Nations               |
| 26 | 19 mars 2005      | Stadio Flaminio, Rome, Italie                     | Italie – France | 13 – 56 | Tournoi des Six Nations               |
| 27 | 25 février 2006   | Stade de France, Saint-Denis, France              | France – Italie | 37 – 12 | Tournoi des Six Nations               |
| 28 | 3 février 2007    | Stade Flaminio, Rome, Italie                      | Italie – France | 3 – 39  | Tournoi des Six Nations               |
| 29 | 9 mars 2008       | Stade de France, Saint-Denis, France              | France – Italie | 25 – 13 | Tournoi des Six Nations               |
| 30 | 21 mars 2009      | Stade Flaminio, Rome, Italie                      | Italie – France | 8 – 50  | Tournoi des Six Nations               |
| 31 | 14 mars 2010      | Stade de France, Saint-Denis, France              | France – Italie | 46 – 20 | Tournoi des Six Nations               |
| 32 | 12 mars 2011      | Stade Flaminio, Rome, Italie                      | Italie – France | 22 – 21 | Tournoi des Six Nations               |
| 33 | 4 février 2012    | Stade de France, Saint-Denis, France              | France – Italie | 30 – 12 | Tournoi des Six Nations               |
| 34 | 3 février 2013    | Stade olympique, Rome, Italie                     | Italie – France | 23 – 18 | Tournoi des Six Nations               |
| 35 | 9 février 2014    | Stade de France, Saint-Denis, France              | France – Italie | 30 – 10 | Tournoi des Six Nations               |
| 36 | 15 mars 2015      | Stade olympique, Rome, Italie                     | Italie – France | 0 – 29  | Tournoi des Six Nations               |
| 37 | 19 septembre 2015 | Stade de Twickenham, Londres, Angleterre          | France – Italie | 32 – 10 | Coupe du monde (poule D)              |
| 38 | 6 février 2016    | Stade de France, Saint-Denis, France              | France – Italie | 23 – 21 | Tournoi des Six Nations               |
| 39 | 11 mars 2017      | Stade olympique, Rome, Italie                     | Italie – France | 18 – 40 | Tournoi des Six Nations               |
| 40 | 23 février 2018   | Stade Vélodrome, Marseille, France                | France – Italie | 34 – 17 | Tournoi des Six Nations               |
| 41 | 16 mars 2019      | Stade olympique, Rome, Italie                     | Italie – France | 14 – 25 | Tournoi des Six Nations               |
| 42 | 30 août 2019      | Stade de France, Saint-Denis, France              | France – Italie | 47 – 19 | Test match                            |
| 43 | 9 février 2020    | Stade de France, Saint-Denis, France              | France – Italie | 35 – 22 | Tournoi des Six Nations               |
| 44 | 28 novembre 2020  | Stade de France, Saint-Denis, France              | France – Italie | 36 – 5  | Coupe d'automne des nations (poule B) |
| 45 | 6 février 2021    | Stade olympique, Rome, Italie                     | Italie – France | 10 – 50 | Tournoi des Six Nations               |
| 46 | 6 février 2022    | Stade de France, Saint-Denis, France              | France – Italie | 37 – 10 | Tournoi des Six Nations               |
| 47 | 5 février 2023    | Stade olympique, Rome, Italie                     | Italie – France | 24 – 29 | Tournoi des Six Nations               |
| 48 | 6 octobre 2023    | Parc Olympique lyonnais, Décines-Charpieu, France | France – Italie | 60 – 7  | Coupe du monde (poule A)              |
| 49 | 25 février 2024   | Stade Pierre-Mauroy, Villeneuve-d'Ascq, France    | France – Italie | 13 – 13 | Tournoi des Six Nations               |
| 50 | 23 février 2025   | Stade olympique, Rome, Italie                     | Italie – France | 24 – 73 | Tournoi des Six Nations               |

## Statistiques
- Victoires consécutives :
  - Italie : une
  - France : 19 victoires d'octobre 1937 à février 1997 (soit 59 ans)
- Total :
  - Nombre de rencontres : 48
  - Premier match gagné par les Italiens : 22 mars 1997 à Grenoble (no 19 en France)
  - Premier match gagné par les Français : 17 octobre 1937 à Paris (no 1 en France)
  - Dernier match gagné par les Italiens : 3 février 2013 à Rome (no 35)
  - Dernier match gagné par les Français : 6 octobre 2023 à Lyon (no  48)
  - Plus grand nombre de points marqués par les Italiens : 40 points le 22 mars 1997 (gagné)
  - Plus grand nombre de points marqués par les Français : 73 points le 23 février 2025 (gagné)
  - Plus grande différence de points dans un match gagné par les Italiens :+ 8 le 22 mars 1997
  - Plus grande différence de points dans un match gagné par les Français :+ 53 le 6 octobre 2023
- En Italie :
  - Nombre de rencontres : 20 (deux victoires, dix-huit défaites)
  - Premier match gagné par les Italiens : 12 mars 2011 à Rome (no 34 en Italie)
  - Premier match gagné par les Français : 17 mai 1952 à Milan (no 1 en Italie)
  - Dernier match gagné par les Italiens : 3 février 2013 à Rome (no 35)
  - Dernier match gagné par les Français : 23 février 2025 à Rome (no 50)
  - Plus grand nombre de points marqués par les Italiens : 27 points le 27 mars 2003 (perdu)
  - Plus grand nombre de points marqués par les Français : 73 points le 23 février 2025 (gagné)
  - Plus grande différence de points dans un match gagné par les Italiens : + 5 le 3 février 2013
  - Plus grande différence de points dans un match gagné par les Français : + 49 le 23 février 2025
- En France :
  - Nombre de rencontres : 26 (vingt-cinq victoires , une défaite)
  - Premier match gagné par les Italiens : 22 mars 1997 à Grenoble (no 10 en France)
  - Premier match gagné par les Français : 17 octobre 1937 à Paris (no 1 en France)
  - Dernier match gagné par les Italiens : 22 mars 1997
  - Dernier match gagné par les Français  : 6 février 2022 à Paris (no  46)
  - Plus grand nombre de points marqués par les Italiens : 40 points le 22 mars 1997 (gagné)
  - Plus grand nombre de points marqués par les Français : 60 points le 26 mars 1967 (gagné) et le 6 octobre 2023 (gagné)
  - Plus grande différence de points dans un match gagné par les Italiens : +8 le 22 mars 1997
  - Plus grande différence de points dans un match gagné par les Français : +53 le 6 octobre 2023
- En terrain neutre :
  - Nombre de rencontres : deux
  - Premier match gagné par l'Italie : néant
  - Premier match gagné par la France : 14 octobre 1995 à Buenos Aires, Argentine dans le cadre de la Coupe latine
  - Dernier match gagné par la France : 19 septembre 2015 à Londres en phase qualificative de la Coupe du monde 2015.
- Tournoi des Six Nations :
  - Nombre de rencontres : 19
  - Premier match gagné par les Italiens : 12 mars 2011 à Rome
  - Premier match gagné par les Français : 1er avril 2000 à Saint-Denis (premier match du Tournoi entre les deux nations)
  - Dernier match gagné par les Italiens : 3 février 2013 à Rome
  - Dernier match gagné par les Français : 23 février 2025 à Rome
  - Plus grand nombre de points marqués par les Italiens : 31 points le 1er avril 2000 (perdu)
  - Plus grand nombre de points marqués par les Français : 73 points le 23 février 2025 (gagné)
  - Plus grande différence de points dans un match gagné par les Italiens : +5 le 3 février 2013
  - Plus grande différence de points dans un match gagné par les Français : +49 le 23 février 2025
- Coupe du monde :
  - Nombre de rencontres : 2
  - Premier match gagné par les Français : 19 septembre 2015 à Londres
  - Dernier match gagné par les Français : 6 octobre 2023 à Lyon
  - Plus grand nombre de points marqués par les Italiens : 10 points le 19 septembre 2015 (perdu)
  - Plus grand nombre de points marqués par les Français : 60 points le 6 octobre 2023 (gagné)
  - Plus grande différence de points dans un match gagné par les Français : +53 le 6 octobre 2023

## Note
1. ↑  L'Italie et la France terminent respectivement 4e et 6e du Tournoi 2013.